# Hermann Zschokke
Mons. Hermann Zschokke [čokke] (16. června 1838, Česká Lípa – 23. října 1920, Vídeň) byl římskokatolický teolog a duchovní, od roku 1910 pomocný biskup vídeňský a prokurátor velmistra Řádu Božího hrobu pro Rakousko.

## Život
Vstoupil do kněžského semináře ve Vídni a 25. července 1861 byl vysvěcen na kněze. Kromě pastorační práce studoval katolickou teologii na Vídeňské univerzitě. V roce 1863 získal doktorát teologie. V letech 1864–1866 byl Zschokke rektorem rakousko-uherského poutního domu v Jeruzalémě, kde také studoval biblické jazyky. V roce 1868 se stal dvorním kaplanem ve Vídni a přednášel semitské dialekty a vyšší exegezi Starého zákona na teologické fakultě vídeňské univerzity. V roce 1870 byl jmenován řádným univerzitním profesorem starozákonní biblistiky. Byl děkanem a v letech 1884-1885 rektorem Vídeňské univerzity. Po svém odchodu do důchodu v roce 1892 byl Zschokke jmenován členem vídeňské katedrální kapituly, kde zastával různé funkce.
Hermann Zschokke vystřídal Godfrieda Marschalla ve funkci velmistra prokurátora Rytířského řádu Božího hrobu v Jeruzalémě v Rakousku.
V roce 1901 byl Zschokke jmenován členem Herrenhausu rakouské císařské rady. V roce 1905 se stal vedoucím sekce pro vztahy mezi státem a církví.
Papež Pius X. jej jmenoval v roce 1910 titulárním biskupem v Cesareji Filipově a ustanovil ho pomocným biskupem vídeňské arcidiecéze. Na biskupa ho 11. prosince 1910 vysvětil vídeňský arcibiskup Franz Xaver Nagl.
Známé se staly jeho záznamy o vzdělávacích cestách do Skandinávie, Ruska, Francie, Španělska a Severní Ameriky.

## Ocenění
- Jmenování dvorským radou (1884)
- Čestný člen katolického studentského spolku KaV Norica Vídeň (1887)
- Nositel komandérského kříže s hvězdou Řádu Františka Josefa
- Nositel Rytířského kříže Leopoldova řádu
- Nositel Rytířského kříže Božího hrobu v Jeruzalémě
- Vyznamenání za umění a vědu